# Apostolische Präfektur Placentia
Die Apostolische Präfektur Placentia (lat.: Praefectura Apostolica de Placentia) war eine in Kanada gelegene römisch-katholische Apostolische Präfektur mit Sitz in Placentia. 

## Geschichte
Die Errichtung erfolgte am 16. September 1870 durch Papst Pius IX. mit der Päpstlichen Bulle Quae Catholicae rei aus Gebietsabtretungen des Erzbistums Saint John’s. Der Erzbischof von Saint John’s war zugleich auch Apostolischer Präfekt von Placentia. 1891 erfolgte die Auflösung und das Territorium wurde dem Erzbistum Saint John’s, Neufundland angegliedert. Das Wirkungsgebiet umfasste die Halbinsel Avalon und die Insel Neufundland.